# FA Charity Shield 1923
Lo FA Charity Shield 1923, noto in italiano anche come Supercoppa d'Inghilterra 1923, è stata la 10ª edizione della Supercoppa d'Inghilterra.
Si è svolto l'8 ottobre 1923 allo Stamford Bridge di Londra tra i calciatori professionisti e calciatori dilettanti che giocano in club affiliati alla FA.
A conquistare il titolo sono stati i Professionisti che hanno vinto per 2-0.

## Partecipanti
| Squadre                      | Partecipazioni precedenti (il grassetto indica la vittoria) |
| ---------------------------- | ----------------------------------------------------------- |
| Inghilterra (professionisti) | 1 (1913)                                                    |
| Inghilterra (dilettanti)     | 1 (1913)                                                    |

## Tabellino
| Londra 8 ottobre 1923, ore 15:00 CET                | Professionisti | 2 – 0 referto | Dilettanti | Stamford Bridge (11.000 spett.) |
| \| \| \| \| \| Bradford Chambers \| Marcatori \| \| |                |               |            |                                 |
|                                                     |                |               |            |                                 |
| Bradford Chambers                                   | Marcatori      |               |            |                                 |

### Formazioni
| Professionisti: |    |                  |
|                 |    |                  |
| P               | 1  | Ted Taylor       |
| D               | 2  | Warney Cresswell |
| D               | 3  | Sam Wadsworth    |
| D               | 4  | Syd Bishop       |
| D               | 5  | George Wilson    |
| C               | 6  | Tommy Meehan     |
| C               | 7  | Frank Osborne    |
| C               | 8  | David Jack       |
| A               | 9  | Joe Bradford     |
| A               | 10 | Harry Chambers   |
| A               | 11 | Fred Tunstall    |

| Dilettanti: |    |                 |
|             |    |                 |
| P           | 1  | Bert Coleman    |
| D           | 2  | F. Twice        |
| D           | 3  | Alfred Bower    |
| D           | 4  | Basil Patchitt  |
| D           | 5  | George Armitage |
| C           | 6  | Fred Ewer       |
| C           | 7  | Kenneth Hegan   |
| C           | 8  | Stan Earle      |
| C           | 9  | Frank Macey     |
| A           | 10 | Graham Doggart  |
| A           | 11 | Leonard Barry   |